# Byrsonima biflora
Byrsonima biflora là một loài thực vật có hoa trong họ Malpighiaceae. Loài này được Griseb. mô tả khoa học đầu tiên năm 1861.